# Nicola Marchese
Nicola Marchese (Trani, 6 ottobre 1858 – Roma, 9 aprile 1910) è stato un poeta italiano.

## Biografia
Nicola Marchese nasce a Trani il 6 ottobre 1858 dall'avvocato Giuseppe e dalla signora Marianna Antonacci. Avvocato e letterato, ha scritto numerose liriche ispirate a Roma, Perugia, Torino e ad altre città italiane, nelle quali aveva errato  dopo la morte della prima moglie, Evelina dei Baroni Dell'Agli-Cetti, sposata dopo lungo amore, nel 1884 e morta di colera con il piccolo figlio Peppino. Con la seconda moglie, Caterina (dei Conti di Lavagna) perde nuovamente il primogenito, Peppino, ed in seguito nascono le sue figlie amatissime rispettivamente a Roma nel 1894, Lydia, e a Perugia nel 1904 la piccola Renata. Viaggi e trasferimenti per lavoro lo incoraggiano a sviluppare il suo progetto poetico ispirato dalle bellezze delle città italiane, dei loro monumenti e dei segni lasciati dalle vite precedenti da lui percepiti e narrati.
Il suo stile classico, sul finire di un'epoca, verrà presto soppiantato dalle nuove tendenze espressive e poetiche. La sua vita fu stroncata da una congestione cerebrale durante una pubblica lettura delle sue liriche a Roma, presso l'Accademia Archeologica, nel 1910. Lasciò sole le due figlie a Roma già orfane della madre Caterina ed un terzo figlio, Fulvio, di solo un anno nato dal terzo ed ultimo matrimonio del poeta con Amelia De Camillis di Civitaquana.
Alcune delle liriche erano ispirate alle figlie, alla moglie Caterina e ai segni lasciati dal tempo sulle vestigia italiane. Libero pensatore, benestante e colto, affrancato dalla vita professionale da ricchezze e proprietà, della famiglia pare che fosse l'attuale palazzo sede del comune di Trani, si sposa innumerevoli volte.
Nicola Marchese era dell'idea che ci si reincarnasse ciclicamente insieme alle persone a noi care; idee che comunicherà alle bambine, consolidate dal fatto che una delle figlie, Lydia, riportava memorie antichissime in tenerissima età, raccontando scene di vita precedente, esprimendosi chiaramente in lingue considerate morte che non avrebbe mai potuto apprendere altrimenti.
Esistono svariati libri dell'opera del poeta nicola marchese, "Le Liriche", pubblicate a cura del comune di Trani nel 1959 e "Roma" dello stesso editore. Intorno alla metà degli anni '60 alcune copie di suddetti volumi vengono donati alla Biblioteca Nazionale in Castro Pretorio di Roma dalla figlia, Lydia Marchese in Bruno, e dai nipoti, Gabriella, Fabrizio (autore della targa marmorea in Piazza Manfredo Fanti a Roma) e Flavia nata nel 1934 a Pesaro. Lydia risiedeva in Roma, la sorella, Renata Marchese in Bruno (il cui marito era fratello del marito di Lydia), in San Paolo del Brasile dove (si crede) risieda ancora una figlia, Bruna Bruno, coetanea di Flavia.
Fonti: storia tratta dalle "Liriche" pubblicate a cura del comune di Trani nel 1959 e "Roma" dello stesso editore.
gli altri dati mi sono stati riferiti oralmente da Lydia Marchese in Bruno e Flavia Bruno in Sartini negli anni.
La Bisnipote Francesca Sartini.

## Opere
- Nicola Marchese, Le Liriche, Trani, Vecchi & C., 1911.
- Nicola Marchese, Canzoni a ballo, Roma, Tip. dell'Unione cooperativa editrice, 1901.
- Nicola Marchese, Crisantemi: versi, Trani, Vecchi, 1895.